# Дымка (Черновицкая область)
Дымка (укр. Димка) — село в Глыбокской поселковой общине Черновицкого района Черновицкой области Украины.
До 2020 года входило в Глыбокский район
Население по переписи 2001 года составляло 1855 человек. Почтовый индекс — 60407. Телефонный код — 3734. Занимает площадь  км². Код КОАТУУ — 7321081901.